# Moran állomás
Moran állomás a szöuli metró 8-as és Szuin–Pundang (Suin–Bundang) vonalának állomása, mely Szongnam (Seongnam) városában, Kjonggi (Gyeonggi) tartományban található. Az állomást eredetileg 1994-ben nyitották a Pundang (Bundang) vonalon, a vonalat 2020-ban azonban összevonták a Szuin (Suin) vonallal.

## Viszonylatok
| 8-as vonal                                              | 8-as vonal              | 8-as vonal                                               |
| ------------------------------------------------------- | ----------------------- | -------------------------------------------------------- |
| Szudzsin (Sujin) Amsza (Amsa) felé                      | 8-as vonal              | végállomás                                               |
| Szuin–Pundang (Suin–Bundang) vonal                      |                         |                                                          |
| Thepjong (Taepyeong) Cshongnjangni (Cheongnyangni) felé | Pundang (Bundang) vonal | Jathap (Yatap) Incshon (Incheon) és Koszek (Kosaek) felé |